# Bahnhof Nürnberg-Stein
Der Bahnhof Nürnberg-Stein liegt an der Bahnstrecke Nürnberg–Crailsheim und befindet sich im Westen Nürnbergs zwischen den Stadtteilen Gebersdorf und Röthenbach bei Schweinau. Er verfügte vor dem Umbau 2009–2010 über fünf Bahnsteiggleise, seitdem nur noch über drei. 2011 wurden nur die Gleise 2/3 für den Personenverkehr genutzt, spätestens seit 2017 sind es die Gleise 2 und 5. Der nicht mehr genutzte, aber noch vorhandene Hausbahnsteig (Gleis 1) war 165 m lang und 38 cm hoch, der Bahnsteig 2 (Gleise 2 und 3) ist 140 m lang und 76 cm hoch, der ehemalige Bahnsteig 3 (Gleise 5 und 6) war 197 m lang und 38 cm hoch. Der Bahnsteig wurde ebenfalls auf 76 cm erhöht und zu einem Seitenbahnsteig (Gleis 5) umgebaut.  Der Bahnhof wird von der S-Bahn-Linie S4 (Nürnberg – Dombühl) sowie zweier Frühverbindungen der Regionalbahnlinie RE 90 (Nürnberg – Ansbach) bedient. Für Pendler stehen 9 PKW- und 30 Fahrradstellplätze zur Verfügung.

## Geschichte
Eröffnet wurde der Bahnhof sowohl für den Personen- als auch den Güterverkehr am 15. Mai 1875 durch die Königlich Bayerischen Staatseisenbahnen zusammen mit dem Abschnitt Nürnberg – Ansbach der späteren Bahnstrecke Nürnberg–Crailsheim. Sein ursprünglicher Name Stein (b. Nürnberg) wurde zum Sommerfahrplan 1939 in Nürnberg-Stein geändert. Zum Knotenbahnhof wurde er mit der Inbetriebnahme der vom Bahnhof abzweigenden Gleisverbindung zur Ringbahn am 1. Oktober 1898 und der Eröffnung der Bibertbahn nach Dietenhofen am 22. Mai 1914. Bereits 1913 wurde das Großkraftwerk Franken I eröffnet, das von Anfang an einen Gleisanschluss besaß. Dadurch stieg das Güteraufkommen in den folgenden Jahren stark an und erreichte 1964 mit 621.000 Tonnen Kohle seinen Höchststand, ehe es nach Umstellung des Kraftwerks auf Gas- und Ölfeuerung wieder zu sinken begann. Am 26. September 1986 erfolgte die endgültige Einstellung des Personenverkehrs auf der Bibertbahn, deren Trasse im Jahr 2007 bis auf die Bahnhofsausfahrt fast vollständig demontiert wurde. Im Jahr 1993 wurde der Bahnsteigtunnel zum neu entstandenen Südwestpark hin geöffnet. Eine Aufwertung erhielt der Bahnhof mit der Ende 2010 in Betrieb gegangenen S-Bahn nach Ansbach, wofür der Bahnsteig 2 ab dem Jahr 2009 barrierefrei umgebaut, und zusammen mit der Beendigung der Streckenbauarbeiten am 14. September 2010 wieder in Betrieb genommen wurde. Mit Eröffnung der S-Bahn-Linie war die Umbenennung des Bahnhofs in Nürnberg-Südwestpark vorgesehen, die jedoch aus Kostengründen nicht umgesetzt wurde.
Im Rahmen des Sofortprogramms Seehafen-Hinterlandverkehr wurde durch Maßnahmen im Wert von sechs Millionen Euro die Durchfahrgeschwindigkeit an Gleis 5 auf 120 km/h angehoben.

## Verbindungsübersicht
| Linie | Strecke | Taktfrequenz                                            |
| ----- | --- | ------------------------------------------------------- |
| S4    | Nürnberg Hbf – Nürnberg-Schweinau – Nürnberg-Stein – Unterasbach – Oberasbach – Anwanden – Roßtal – Roßtal Wegbrücke – Raitersaich – Heilsbronn – Petersaurach Nord – Wicklesgreuth – Sachsen (b Ansbach) – Ansbach – Leutershausen-Wiedersbach) – Dombühl Stand: Fahrplanwechsel Dezember 2023 | 22/38 min 17/25 min (zur HVZ) 120 min (Ansbach–Dombühl) |

## Bilder

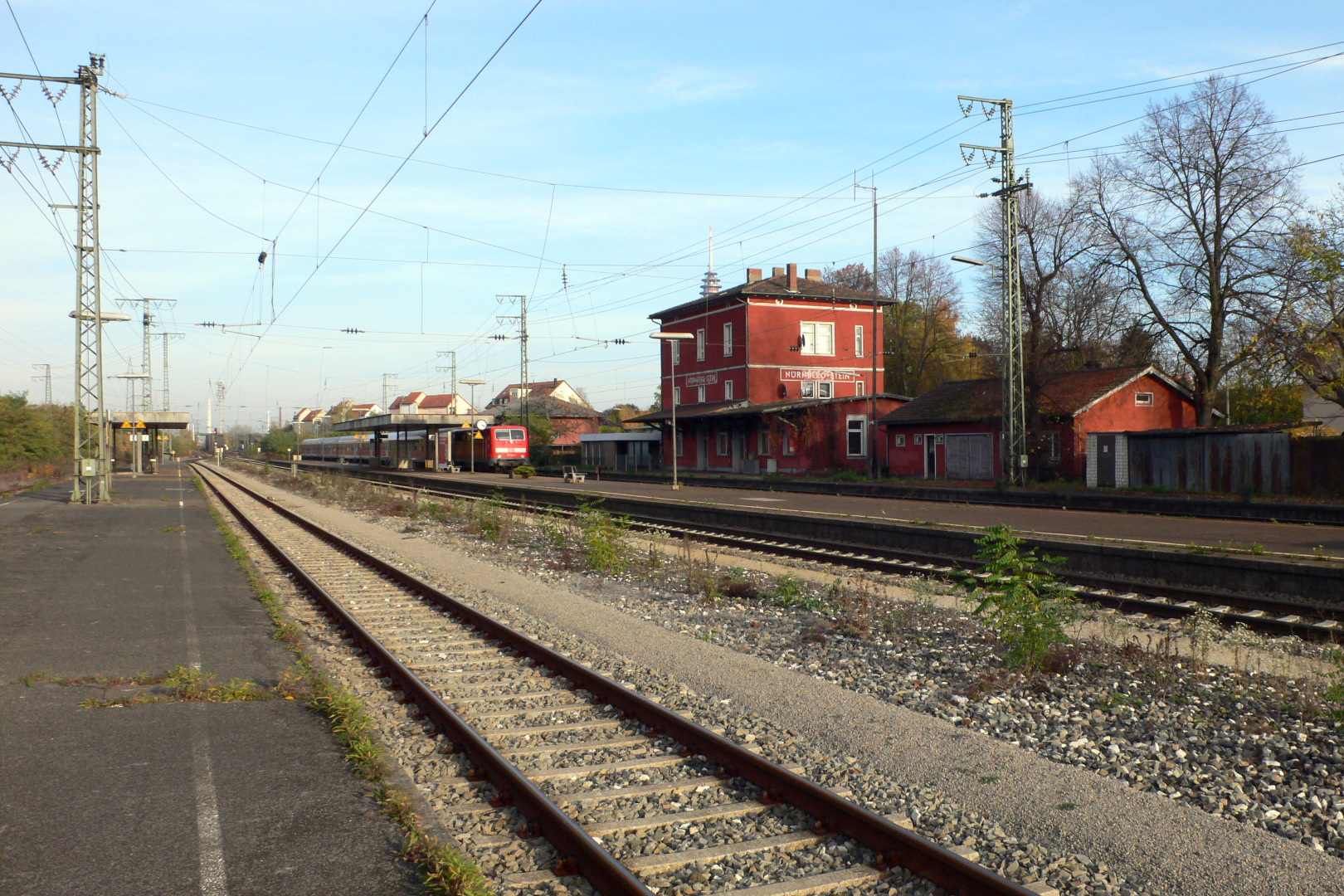
Bahnsteige mit Empfangsgebäude
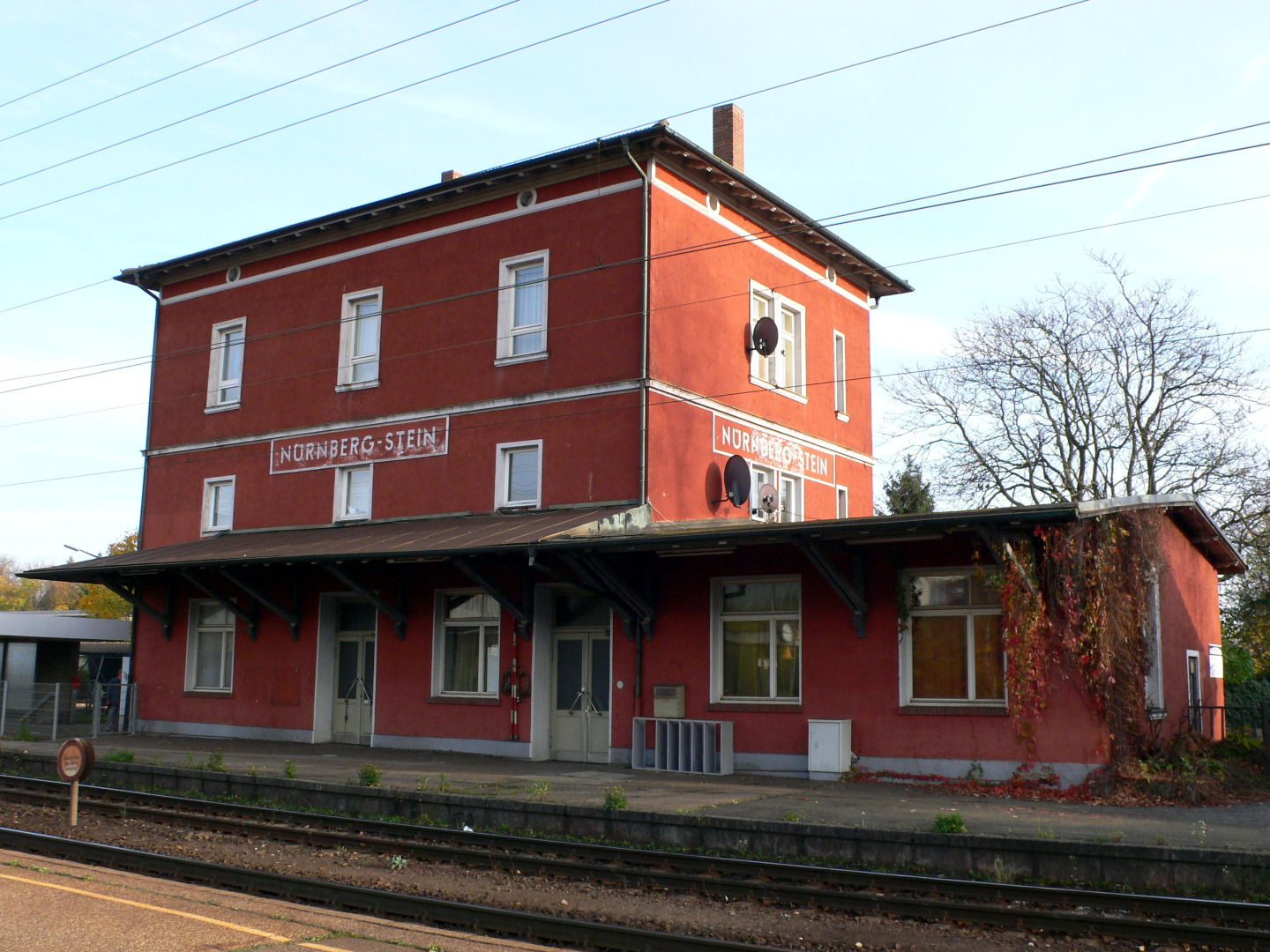
Empfangsgebäude
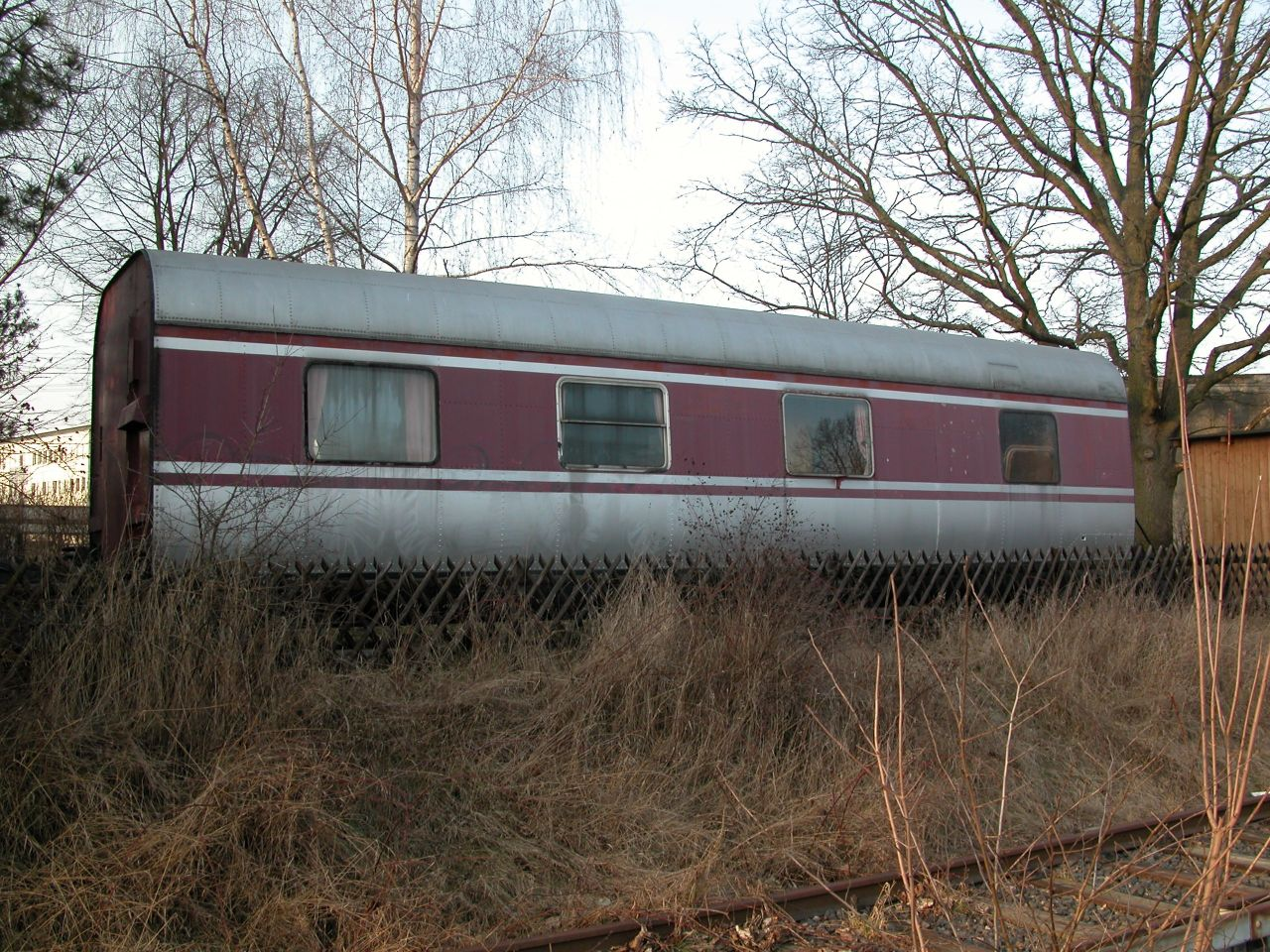
Salonwagen neben dem Bahnhof

## Erwähnenswertes
Neben dem Bahnhof steht der Salonwagen DB VT 10 551i. Dies war ein für den Leichtmetall-Triebzug VT 10 551 nachträglich bestellter und von Wegmann in Kassel gebauter Salonwagen. Er wurde nach seiner Außerdienststellung von den Nürnberger Eisenbahnfreunden gekauft, auf ein Gleisjoch gestellt und wird als Clubheim genutzt.